# Elecciones generales de Jersey de 1993
Elecciones generales tuvieron lugar en 1993 en Jersey para tanto senadores como diputados a los Estados de Jersey.

## Senadores
- Vernon Tomes 16 392 votos
- Stuart Syvret 14 388 votos
- John Rothwell 9 586 votos
- Anne Bailhache 9 020 votos
- Jean Le Maistre 8 934 votos
- Dick Shenton 8 755 votos
- Geraint Jennings 2 793 votos